# Makroglobulinemi
Makroglobulinemi eller Waldenströms sjukdom (även kallat lymfoplasmocytiskt lymfom) är en ovanlig blodcellscancer som beskrevs för första gången 1944 av Jan Waldenström. Sjukdomen karaktäriseras av onormala plasmaceller som producerar monoklonala IgM-antikroppar. Sjukdomen är dubbelt så vanlig hos män som hos kvinnor, och de flesta insjuknar i åldern 60 till 70 år. Sjukdomen leder till lymfkörtelförändringar samt förstorad mjälte och lever, hepatosplenomegali. Blod- och cirkulationssymtom som hyperviskositet (överdrivet trögflytande blod), och anemi är vanligt. Sjukdomen liknar både myelom och lymfom. Man behandlar främst för att lindra, inte för att bota. Vid hyperviskositetssymtom är plasmaferes den viktigaste åtgärden. Även cellgift används för att minska produktionen av M-komponent. 
Prognosen för sjukdomen varierar mycket mellan patienter. Många har sin sjukdom under flera år innan den ger symtom. Man börjar i regel behandlingen då symtomen förvärras, och patienter svarar olika bra på terapin.